# Trayectoria

La trayectoria de un proyectil lanzado desde un cañón sigue una curva definida por una ecuación diferencial ordinaria que se deriva de la segunda ley de Newton.

En cinemática, trayectoria es el lugar geométrico de las posiciones sucesivas por las que pasa un cuerpo en su movimiento. La trayectoria depende del sistema de referencia en el que se describe el movimiento; es decir el punto de vista del observador.
En la mecánica clásica la trayectoria es una línea recta  siempre continua. Por el contrario, en la mecánica cuántica hay situaciones en las que no es así. Por ejemplo, la posición de un electrón en un orbital de un átomo es probabilística, por lo que la trayectoria corresponde más bien a un desplazamiento.

## Trayectoria de una partícula

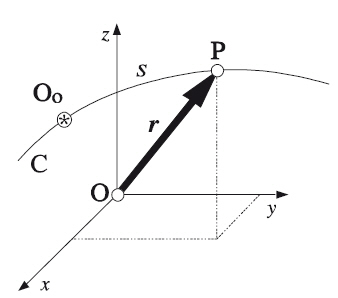
Trayectoria de una partícula.

La posición de una partícula en el espacio queda determinada mediante el vector posición r trazado desde el origen O de un referencial xyz a la posición de la partícula P. Cuando la partícula se mueve, el extremo del vector posición r describe una curva C en el espacio, que recibe el nombre de trayectoria. La trayectoria es, pues, es el lugar geométrico de las
sucesivas posiciones que va ocupando la partícula en su movimiento.
(1) En un sistema coordenado móvil de ejes rectangulares xyz, de origen O, las componentes del vector r son las coordenadas (x,y,z) de la partícula en cada instante. Así, el movimiento de la partícula P quedará completamente especificado si se conocen los valores de las tres coordenadas (x,y,z) en función del tiempo. Esto es

{\displaystyle x=x(t)\qquad y=y(t)\qquad z=z(t)}

Estas tres ecuaciones definen una curva en el espacio (la trayectoria) y son llamadas
ecuaciones paramétricas de la trayectoria. Para cada valor del parámetro t (tiempo),
las ecuaciones anteriores nos determinan las coordenadas de un punto de la trayectoria. Vemos que el movimiento real de la partícula puede reconstruirse a partir de los movimientos (rectilíneos) de sus proyecciones sobre los ejes coordenados.
En el caso de que la trayectoria sea plana, esto es, contenida en un plano, si convenimos en que dicho plano sea el xy, será z=0 y podemos eliminar el tiempo t entre las dos primeras ecuaciones para obtener la ecuación de la trayectoria plana en forma implícita, f(x,y)=0, o en forma explícita, y=y(x).
(2) Las ecuaciones paramétricas de la trayectoria conducen a una ecuación vectorial

{\displaystyle \mathbf {r} (t)=x(t)\mathbf {i} +y(t)\mathbf {j} +z(t)\mathbf {k} }

que es la ecuación vectorial del movimiento.
(3) En ciertos casos puede ser conveniente proceder de un modo distinto, tomando un punto arbitrario OO sobre la trayectoria y definiendo un cierto sentido positivo sobre ella. La posición de la partícula P, en cualquier instante t, queda determinada por la longitud del arco s = OOP. Entonces, a cada valor de t le corresponde un valor de s, es decir
Al parámetro s se le llama intrínseco y la ecuación se denomina ecuación intrínseca del movimiento. Evidentemente, dicha ecuación solo describe el movimiento de la partícula si conocemos de antemano su trayectoria.
La trayectoria de un movimiento depende del observador que lo describe. Esto es, tiene carácter relativo al observador. Por ejemplo, consideremos dos observadores, uno de ellos en el Sol y el otro en la Tierra, que describen el movimiento de la Luna. Para el observador terrestre la Luna describirá una órbita casi circular en torno a la Tierra. Para el observador solar la trayectoria de la Luna será una línea ondulante (epicicloidal). Naturalmente, si los observadores conocen su movimiento relativo, podrán reconciliar fácilmente sus respectivas observaciones.

## Ejemplos

Trayectorias parabólicas correspondientes al movimiento de un proyectil en un campo gravitatorio uniforme.

### Trayectoria curvilínea
Cuando la trayectoria puede aproximarse por una curva continua. La trayectoria curvilínea puede ser bidimensional (plana) o tridimensional (curva alabada o con torsión).

### Trayectoria errática
Cuando el movimiento es imprevisible, la trayectoria resulta muy irregular. Un ejemplo de esto es el llamado movimiento browniano